# André Mahé
André Mahé (Parijs, 18 november 1919-19 oktober 2010) was een Frans wielrenner.

## Biografie
Mahé was profwielrenner van 1945 tot 1954. Hij nam vijfmaal deel aan de Ronde van Frankrijk, maar was hierin weinig succesvol; hij bereikte slechts eenmaal (in 1949) de eindstreep in Parijs. Wel won hij twee belangrijke wielerklassiekers, Parijs-Roubaix in 1949 en Parijs-Tours in 1950. De overwinning in Parijs-Roubaix moest hij delen met de Italiaan Serse Coppi, broer van de grote Fausto Coppi. 

## Betwiste uitslag Parijs-Roubaix 1949
De einduitslag van Parijs-Roubaix 1949 werd maandenlang betwist en er waren twee internationale vergaderingen nodig om tot een uitkomst te komen. Hoewel Mahé als eerste over de eindstreep was gekomen, werd zijn overwinning aangevochten door de ploegleiding van Serse Coppi, omdat Mahé de verkeerde weg naar het stadion was gevolgd. Mahé vormde een kopgroep met de Belg Frans Leenen en de Franse renner Jesus-Jacques Moujica, maar werd vlak voor het stadion door de wedstrijdleiding een verkeerde weg in gestuurd, waardoor zij de wielerbaan via een zijdeur opreden. Terwijl Moujica materiaalpech kreeg, konden Mahé en Leenen in een onderlinge sprint uitmaken wie de overwinning zou grijpen. Mahé won, maakte een ereronde en liet zich huldigen en bejubelen door het Franse publiek. Enkele minuten later arriveerde het peloton op de wielerbaan via de correcte toegang en werd er gesprint voor de overige ereplaatsen. Deze sprint werd gewonnen door Serse Coppi. Toen de gebroeders Coppi hoorden dat de koplopers via een verkeerde route het stadion hadden bereikt, dienden zij een protest in en eisten dat de drie renners zouden worden gediskwalificeerd en dat Serse Coppi als winnaar werd uitgeroepen. De wedstrijdjury gaf aan dit protest gehoor en riepen Coppi als winnaar uit. 
Vijf dagen later echter riep de Franse wielerfederatie Mahé als winnaar uit, waarna de Italiaanse wielerfederatie op haar beurt een protest neerlegde bij de UCI, waardoor het voorval tot een internationaal geschil uitgroeide. In augustus 1949 verklaarde de UCI de wedstrijd als ongeldig en dat er dus géén winnaar werd benoemd. In november werd echter de zaak opnieuw aanhangig gemaakt om tot een herbesluit te komen. De Belgische federatie koos de zijde van de Italianen en na veel politiek geharrewar en getouwtrek werd tot een compromis besloten, inhoudende dat zowel Mahé als Coppi, zeer tot ongenoegen van de beide partijen, als gezamenlijk winnaar werden uitgeroepen. 
Deze "papieren overwinning" van Serse Coppi was de enige grote klassieke overwinning in zijn wielerloopbaan, mede doordat hij twee jaar later overleed als gevolg van een val in de Ronde van Piëmont. 
In een interview uit 2007 verklaarde Mahé dat hij zichzelf nog steeds als de enige echte winnaar van deze wedstrijd beschouwde en over Fausto Coppi zei hij: "Coppi was er op gebrand om zijn broertje een grote overwinning te bezorgen. Hij was dan wel een groot kampioen, maar om hem op deze manier een zege te bezorgen, was een kampioen onwaardig".

## Overwinningen en andere ereplaatsen
1946
- 3e in de GP des Nations

1947
- Omloop van het Westen
- 2e in de 1e etappe Ronde van Frankrijk

1948
- GP de l'Equipe met Louison Bobet en Charles Dupuy
- 2e in Parijs-Nantes
- 2e in de Tour de l’Ouest

1949
- Parijs-Roubaix
- GP de l'Equipe

1950
- Parijs-Tours

1951
- GP l'Echo algerije

## Resultaten in voornaamste wedstrijden
| Jaar | Ronde van Italië | Ronde van Frankrijk | Ronde van Spanje |
| ---- | ---------------- | ------------------- | ---------------- |
| 1947 |                  | opgave              |                  |
| 1948 |                  |                     |                  |
| 1949 |                  | 49e                 |                  |
| 1950 |                  | opgave              |                  |
| 1951 |                  | opgave              |                  |
| 1952 |                  |                     |                  |

| Jaar | Parijs-Roubaix | Luik-Bast.‑Luik | Parijs-Tours |
| ---- | -------------- | --------------- | ------------ |
| 1947 |                |                 |              |
| 1948 | 9e             |                 | 6e           |
| 1949 | ↑              |                 |              |
| 1950 |                |                 | Goud         |
| 1951 | 43e            |                 | 22e          |
| 1952 | ↑              | 25e             | 11e          |